# Antonov An-2
Antonov An-2  (nickname tiếng Nga: кукуру́зник kukuruznik - một nông trang viên trồng ngô (kế thừa từ Polikarpov Po-2) cũng được gọi là Annushka; tên hiệu NATO Colt) là một loại máy bay hai tầng cánh hạng nhẹ, một động cơ, có độ tin cậy rất cao, cất cánh lần đầu năm 1947 và là máy bay đầu tiên được thiết kế bởi Antonov. Nó được sử dụng như một máy bay vận tải hạng nhẹ, có thể chở 12 hành khách, để chở các đơn vị lính dù cũng như hoạt động trong nông nghiệp. Khả năng bay rất chậm và cất hạ cánh đường băng ngắn của nó khiến nó rất thích hợp để hoạt động tại các đường băng ngắn và đường băng dã chiến. Một số biến thể đặc biệt của nó đã được chế tạo để hoạt động tại các điều kiện thời tiết khắc nghiệt. Sách Kỷ lục Guinness đã ghi kỷ lục An-2 là máy bay được duy trì sản xuất với thời gian lâu nhất - 45 năm.
Tính đến ngày 8 tháng 1 năm 2023, đã có 802 vụ tai nạn An-2, cướp đi tổng cộng 825 sinh mạng.

## Sử dụng và đặc điểm

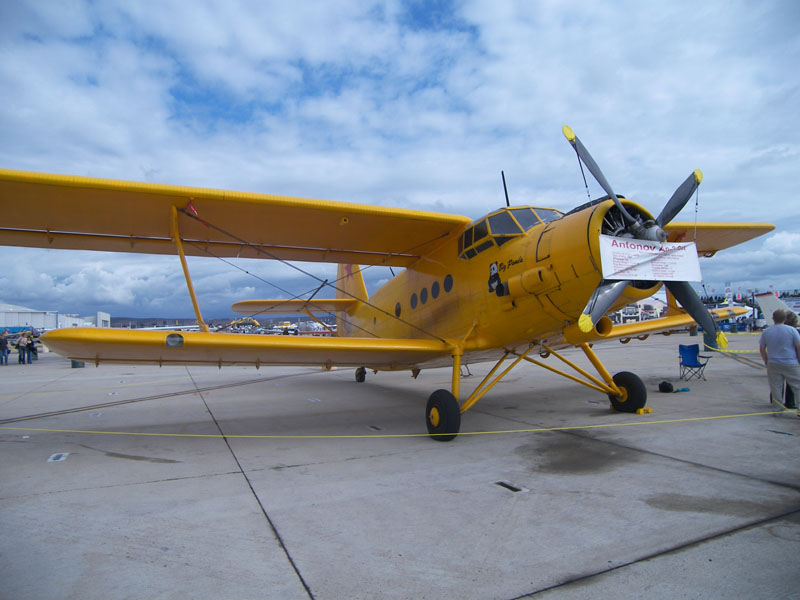
Một chiếc An-2 tư nhân tại Triển lãm hàng không Miramar.

An-2 là loại máy bay hai tầng cánh một động cơ lớn nhất từng được chế tạo. Nó được sản xuất với số lượng lớn; tới năm 1960 hơn 5.000 chiếc đã được sản xuất tại Liên bang Xô viết. Từ năm 1960, đa số An-2 được sản xuất tại nhà máy WSK của Ba Lan tại Mielec, với hơn 13.000 nghìn chiếc đã được chế tạo trước khi hoạt động này chấm dứt năm 1991. Chế tạo hạn chế từ các chi tiết tồn và chi tiết dành cho bảo dưỡng vẫn tiếp tục. An-2 cũng được chế tạo theo giấy phép tại Trung Quốc với tên gọi Shijiazhuang Y-5. Đây là loại máy bay hai tầng cánh lớn nhất vẫn còn hoạt động.
An-2 được thiết kế như một máy bay đa dụng để sử dụng tại các lâm trường và nông trường nhà nước. Tuy nhiên, khung sườn rất dễ thích nghi với các điều kiện thiên nhiên nên nhiều biến thể khác nhau đã được phát triển. Bao gồm phiên bản chuyên dụng để phun thuốc trừ sâu, phục vụ khoa học để lấy mẫu khí quyển, chữa cháy rừng, bay cứu thương, thủy phi cơ, phiên bản quân sự trang bị nhẹ để đổ quân dù, và phiên bản An-2T là loại dân dụng chở khách 12 chỗ ngồi. Tuy nhiên dù ở phiên bản nào thì máy bay vẫn có công suất động cơ 1000 HP với động cơ xuyên tâm 9 xi lanh siêu nạp Shvetsov ASh-62 được phát triển từ loại Wright R-1820.

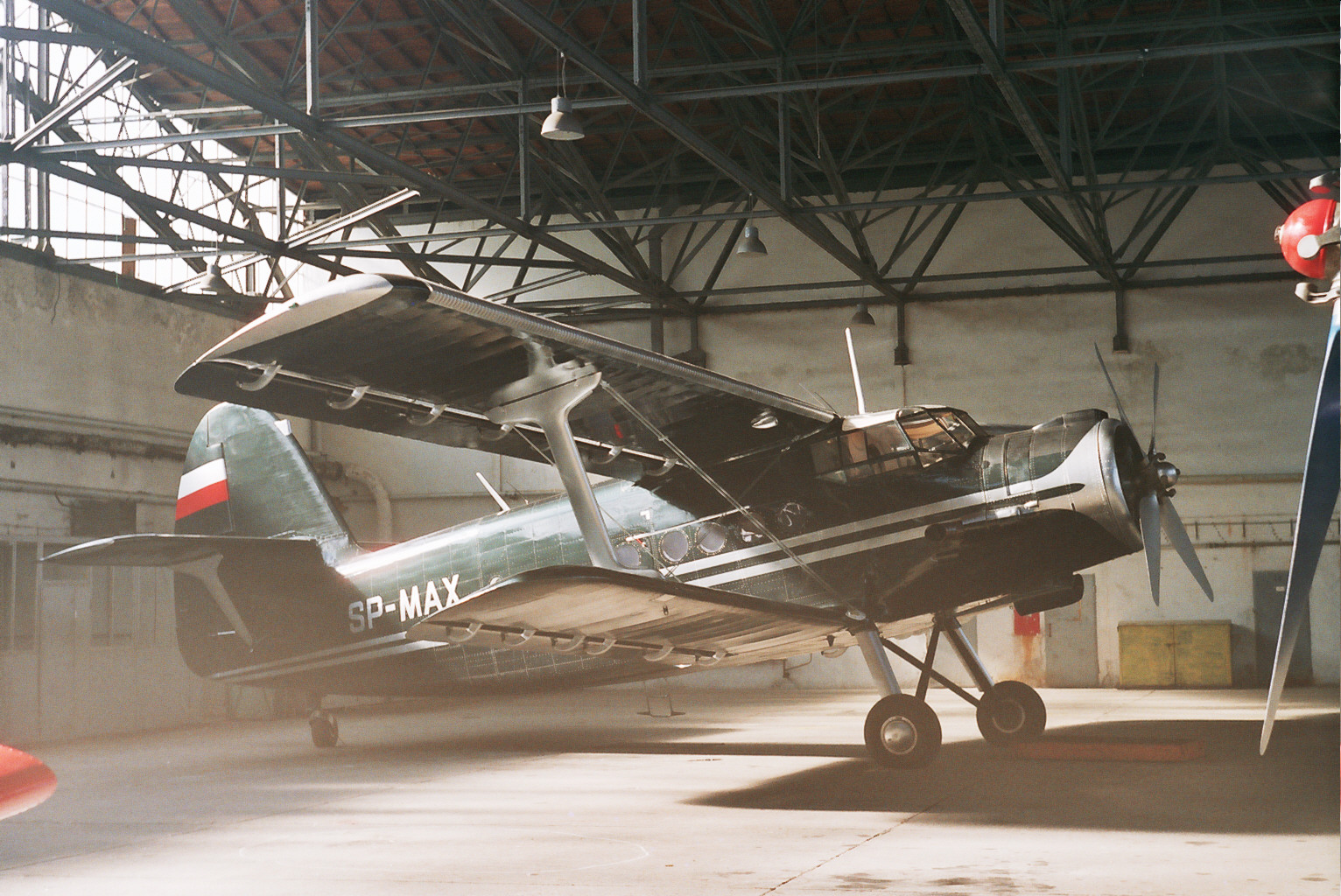
Một chiếc An-2 tư nhân khác tại Warsaw

An-2 có các đặc tính thiết kế khiến nó thích hợp hoạt động tại các vùng khí hậu xa xôi khắc nghiệt với các đường băng dã chiến bằng đất đá vốn không mấy bằng phẳng cho công việc cất hạ cánh của máy bay:
- Máy bay được trang bị một hệ thống phanh khí (tương tự như hệ thống được sử dụng trên các ô tô tải hạng nặng) cho phép hạ cánh trên đường băng ngắn.
- Bình ăc quy của máy bay khá lớn và dễ tháo lắp, nên có thể khởi động không cần máy phát điện phụ dưới mặt đất.
- Không cần bơm ngoài để nạp nhiên liệu cho máy bay, bởi nó có sẵn một bơm trong khoang cho phép nạp nhiên liệu từ các bình chứa thông thường.
- Các hệ thống được đơn giản hóa tối đa.
- Các cánh tà giúp máy bay hoạt động ở tốc độ thấp được vận hành hoàn toàn tự động. Khi bay nhanh, các cánh tà được hút chặt vào cánh nhờ vào chênh lệch áp suất và sức gió. Khi tốc độ giảm dưới 64 km/h (40 mph) khi sức gió không đủ, các cánh tà sẽ từ động hạ xuống bởi chúng được lắp trên những thanh cao su đàn hồi.
- Độ dài đường băng cất cánh tối thiểu: 170 m, Độ dài đường băng hạ cánh tối thiểu: 215 m (thực tế có thể khác biệt tùy theo trọng lượng mang theo, gió,...).

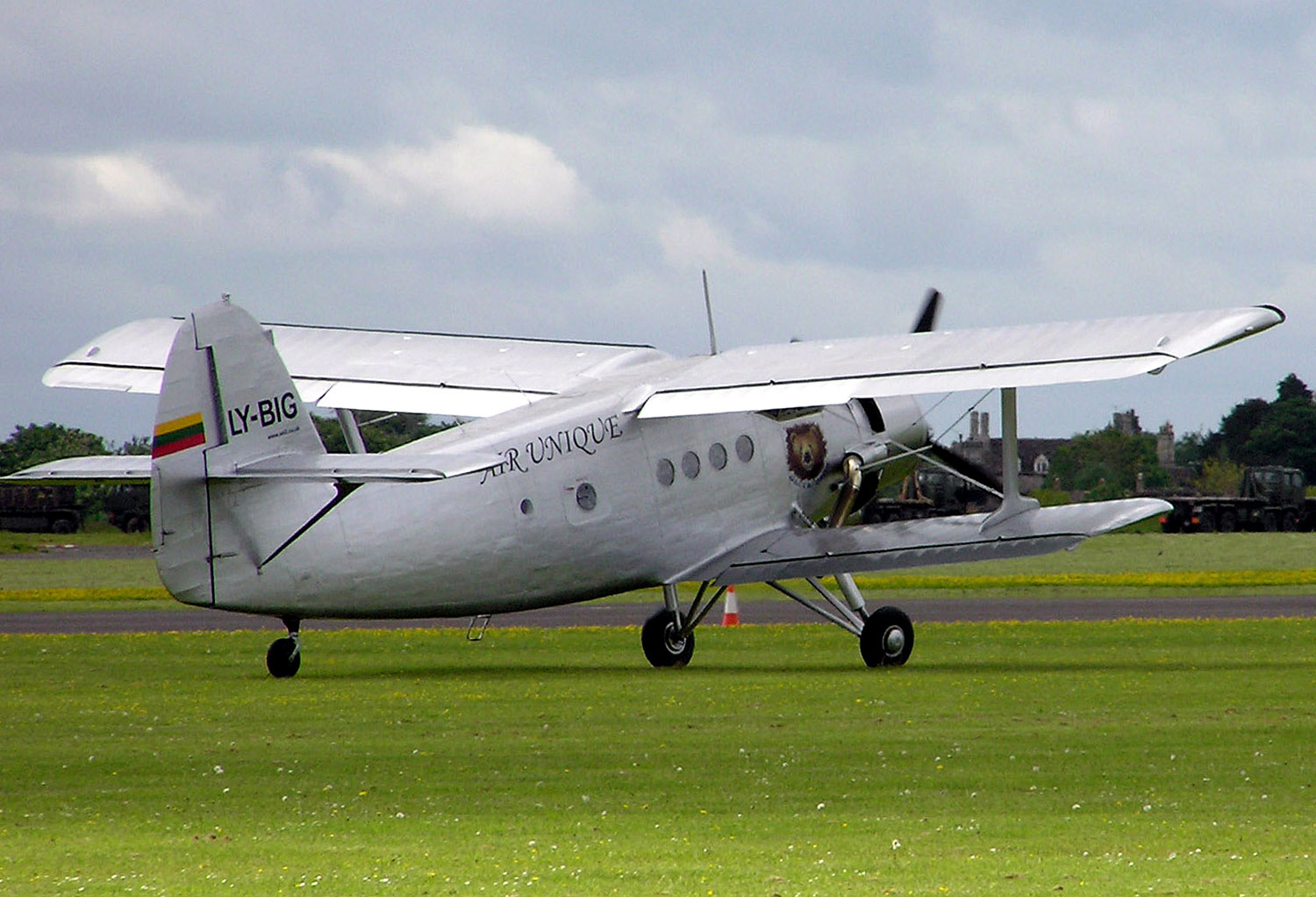
Một chiếc An-2 tư nhân đang khởi động ở Lithuania

Một dòng ghi chú đáng lưu ý trong sổ tay của phi công viết: "Nếu động cơ ngừng hoạt động khi bạn đang bay và chỉ điều khiển thông qua dụng cụ (bay mù khi không nhìn thấy mặt đất) hoặc vào ban đêm, phi công cần kéo cần điều khiển hết cỡ về phía sau (yên tâm rằng máy bay sẽ không thất tốc) và giữ vững thăng bằng. Các tấm cánh tà sẽ tự động nhả ra ở tốc độ khoảng 64 km/h (40 mph), khi tốc độ khoảng 40 km/h (25 mph), máy bay sẽ lượn đi với tốc độ tương đương hạ cánh bằng dù cho tới khi chạm đất."
Trong sổ tay hướng dẫn của An-2 không ghi tốc độ tối thiểu (stall speed) dẫn tới thất tốc. Thất tốc (stall) là khi tốc độ của máy bay bay quá chậm khiến lực nâng được tạo ra ở cánh không đủ để nâng máy bay lên. Các phi công An-2 nói rằng máy bay có thể hoàn toàn kiểm soát được ở tốc độ 30 dặm trên giờ (trong khi đó, một chiếc Cessna hiện đại 4 chỗ cần tối thiểu khoảng 55 dặm trên giờ để có thể bay). Điều này cho phép máy bay có thể bay lùi. Nếu máy bay hướng về một luồng không khí nóng, có tốc độ khoảng 35 mph, nó sẽ bay lùi với tốc độ 5 mph và vẫn ở tình trạng hoàn toàn kiểm soát được được. Vì khi này, luồng gió ngược từ trước ra sau máy bay tương tự như khi đang bay, nên cơ bản là vẫn có thể tạo đủ lực nâng cho cánh. Điều này tất nhiên cũng đúng với hầu như tất cả các loại máy bay cất hạ cánh đường băng ngắn STOL.

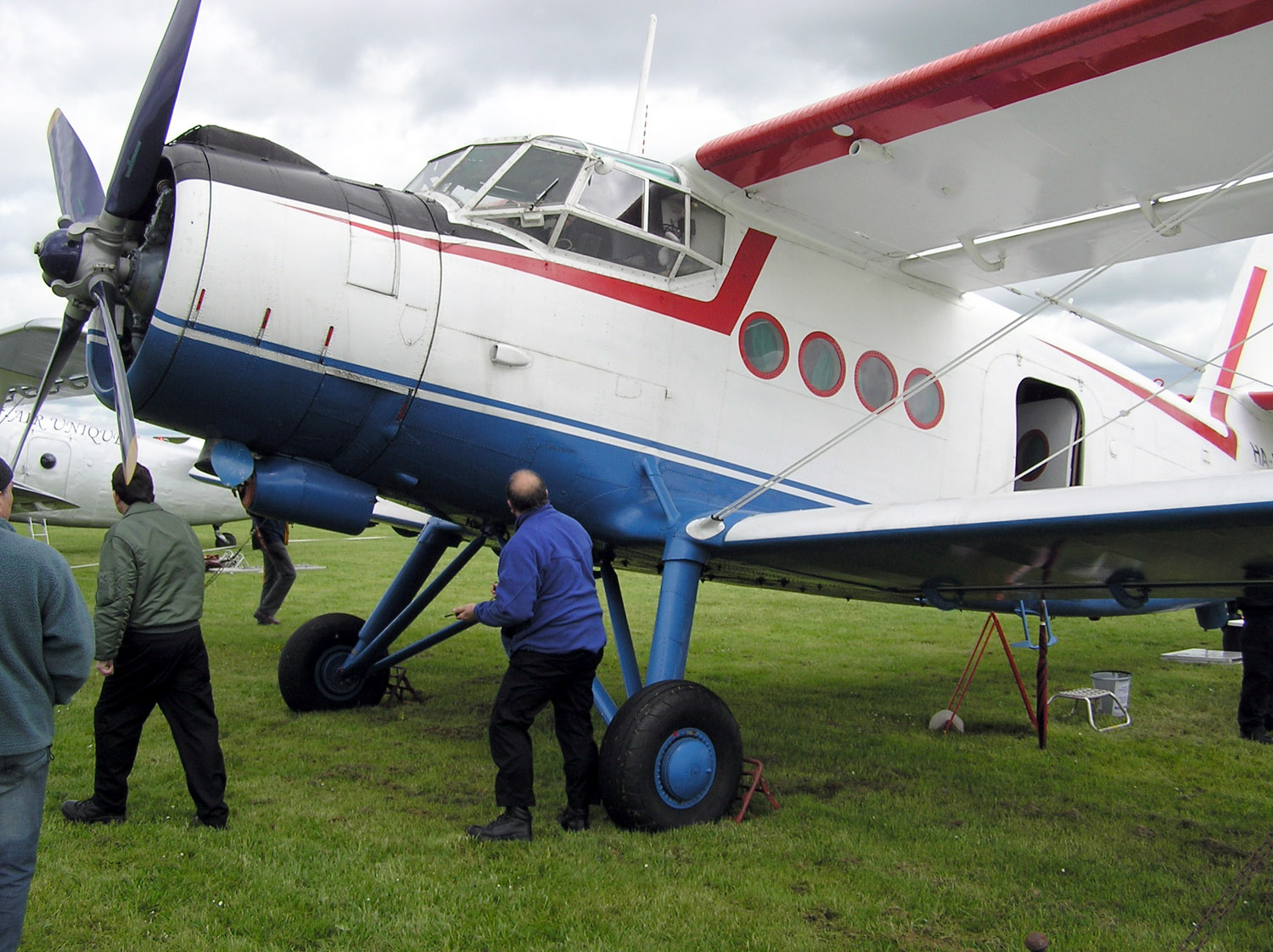
Một chiếc An-2 tư nhân khác tại Anh Quốc.

Từ khi Liên bang Xô viết và các nước Đông Âu tan rã, đa số các hãng hàng không tại các nước này đã cho An-2 của họ ngừng khai thác (một số chiếc đã hơn 40 năm tuổi). Bên cạnh đó, những chiếc máy bay này vẫn được một số tư nhân sử dụng cho tới ngày nay. Bên cạnh đó, nhờ vào sự ổn định, khả năng và tốc độ bay thấp của nó, An-2 rất thích hợp làm máy bay thả dù.
Đầu thập niên 1980, Antonov đã thử nghiệm một phiên bản An-2 mới được trang bị động cơ tuốc bin cánh quạt hiện đại. Với động cơ Glushenkov 1450 sức ngựa này, chiếc máy bay có thể hoạt động xa hơn. Xem bài viết về Antonov An-3 để biết thêm chi tiết.
Tuy có độ ồn cao, yêu cầu bảo dưỡng thường xuyên và tiêu thụ nhiên liệu lớn, nhưng lại đơn giản (thời gian kiểm tra trước khi bay chỉ mất 30 đến 40 phút) nhưng vô tình lại khiến chúng không đạt đủ tiêu chuẩn an toàn để có thể hoạt động ở châu Âu. Số lượng máy bay chế tạo lớn nên giá thành rất thấp (chỉ 30.000 USD cho một chiếc còn hoạt động trơn tru). Điều này biến nó trở thành loại máy bay lý tưởng cho thế giới đang phát triển, nơi khả năng chở nặng và hoạt động trên những đường băng ngắn được nhiều hãng hàng không giá rẻ khai thác. Nhiều chiếc An-2 cũ của Aeroflot hiện được dùng làm máy bay chở khách tầm ngắn tại châu Phi, Trung và Nam Mỹ, Cuba và tiểu lục địa Ấn Độ.

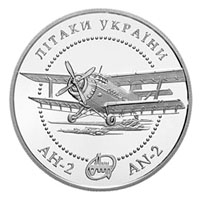
Đồng lưu niệm 10 Hryvna Ukraine năm 2003 có khắc hình một chiếc An-2.

Bắc Triều Tiên cũng sở hữu cho mình một số máy bay loại này. Mọi người tin rằng cánh quạt gỗ và cánh bằng vải trên những biến thể An-2 (phiên bản Y-5 sản xuất theo giấy phép tại Trung Quốc) làm chúng có diện tích phản hồi radar nhỏ, và vì thế tăng khả năng tàng hình. Trong chiến tranh, An-2 được dùng để thả lực lượng dù tinh nhuệ cho các chiến dịch phá hoại sau giới tuyến.
Khả năng của An-2, cùng các đặc tính ngoại hình và trên vị thế là 'Máy bay hai tầng cánh lớn nhất thế giới' nên nhu cầu mua bán loại máy bay này đang gia tăng tại Hoa Kỳ và châu Âu để sưu tầm. Nên ta có thể dễ dàng bắt gặp An-2 xuất hiện tại các cuộc triển lãm hàng không. Tuy nhiên, hầu như tất cả các nước phương Tây (Hoa Kỳ, Canada, Anh Quốc, Pháp, Đức,..)  lại không thể được sử dụng An-2 trong thương mại (dù tiềm năng rõ ràng của nó trong hoạt động như một bush plane và máy bay thả dù). Điều này bởi vì chiếc máy bay chưa hề được cấp chứng nhận bởi cơ quan chức trách tại các quốc gia có hạn chế sử dụng nó. Các quy định này khác biệt theo từng nước, nhưng tất cả đều không chấp nhận cho sử dụng An-2 vào mục đích 'thu lợi nhuận'. Tại Hoa Kỳ, những chiếc An-2 đã được nhập khẩu từ năm 1993 không được bay quá 300 dặm từ sân bay xuất phát, và chúng chỉ có thể quay về hạ cánh trên sân bay cất cánh; tuy nhiên, những chiếc An-2 do PZL chế tạo là ngoại lệ bởi một thỏa thuận song phương với Ba Lan.

## Biến thể

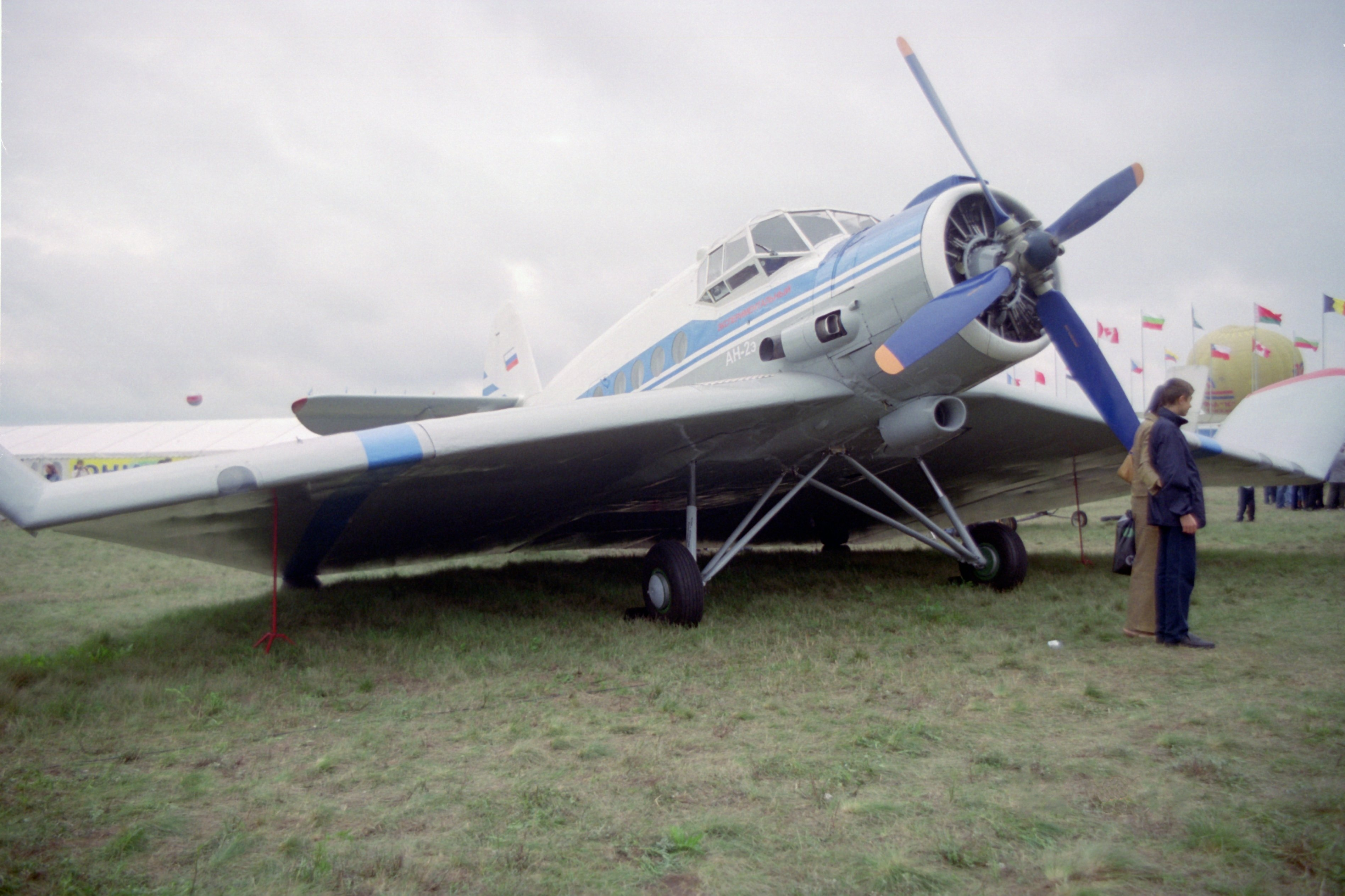
Antonov An-2E WIG

Nguồn:

### Phiên bản Xô viết/Nga
- SKh-1 — tên định danh đầu tiên của An-2.
- An-2F — máy bay thực nghiệm quan sát pháo binh với cánh đuôi kép, vị trí người quan sát dưới thân và súng máy bảo vệ đặt trên lưng [7].
- An-2L — máy bay cứu hỏa bằng hóa chất.
- An-2LV — Lesnoj Vodnyj (thủy phi cơ), máy bay chữa cháy.
- An-2P — passazhirskij, phiên bản chở khách.
- An-2P — protivopozharnij, chữa cháy bằng nước.
- An-2S — cứu thương.
- An-2V — phiên bản hoạt động trên biển, cũng được gọi là An-4[8].
- An-2VA — thả nước.
- An-2ZA — Zondirovanie Atmosfery (thu thập mẫu khí quyền), nghiên cứu thời tiết trên độ cao lớn (cũng được gọi là An-6 Meteo)[9].
- An-2E — Ekranoplan cải tiến (tiếng Nga: Ан-2Э)[10][11].

### Phiên bản Nga/Ukraine
- An-3 — Loại mới sản xuất với động cơ tuốc binh cánh quạt phát triển từ An-2.

### Phiên bản Ba Lan

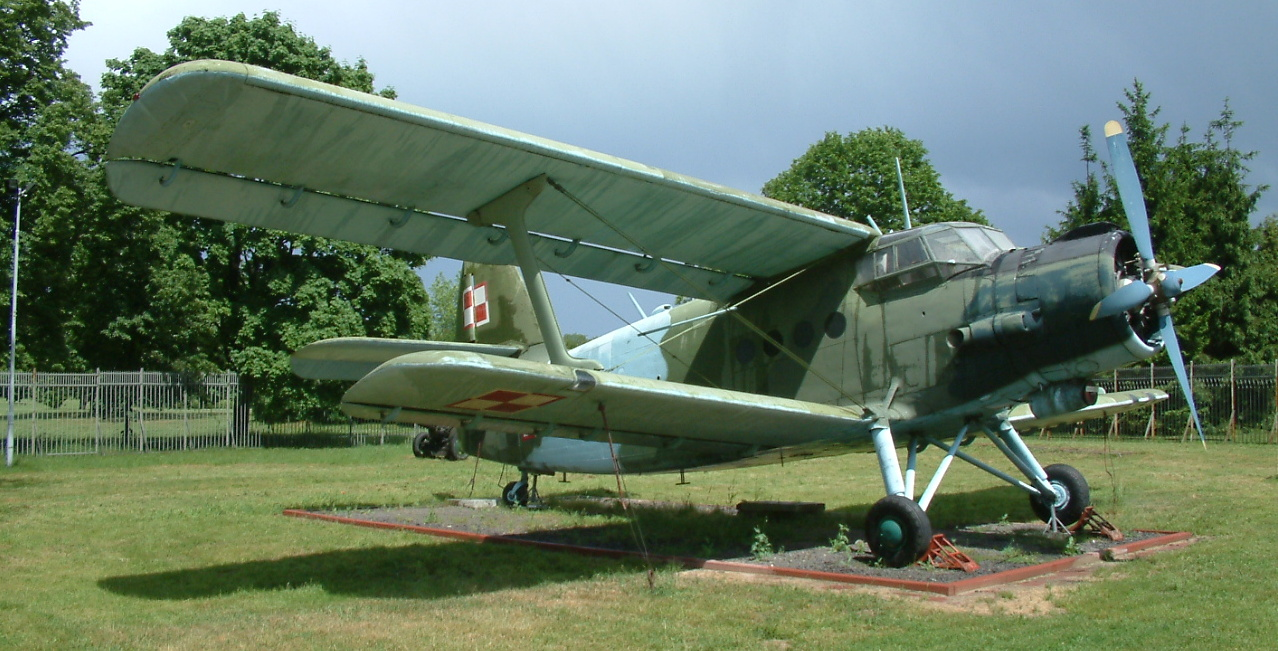
Antonov An-2 với dấu hiệu Ba Lan

- An-2 Geofiz — mô hình địa vật lý Geofiz.
- An-2D5 — phiên bản chở VlP 5 chỗ.
- An-2D6 — phiên bản chở VlP 6 chỗ.
- An-2T — Phiên bản Ba Lan của kiểu An-2 đầu tiên.
- An-2M hay An-2W — Phiên bản Ba Lan của kiểu An-2V thủy phi cơ[8].
- An-2P — phiên bản chở khách với hệ thống cách âm tốt hơn.
- An-2PK — Chở VlP 5 chỗ.
- An-2P-Photo — sửa đổi để làm nhiệm vụ chụp ảnh.
- An-2PR hay An-2PRTV — tiếp sóng TV.
- An-2PF — Phiên bản chụp ảnh.
- An-2R — phiên bản nông nghiệp.
- An-2S — cứu thương với 6 chỗ.
- An-2TD — phiên bản nhảy dù 12 chỗ.
- An-2TP — chở khách/hàng hoá, được sửa đổi từ An-2TD.
- An-2TPS — phiê bản cứu thương xuất phát từ An-2TP vào năm 1974.
- An-3M — nguyên mẫu với động cơ phản lực cánh quạt TWD-20 (1054 kW/1432 KM) chế tạo với một số bộ phận của PZL-106 Kruk.
- Lala-1 — phiên bản thực nghiệm với các chi tiết được sửa đổi, được dùng làm kiểu phát triển cho máy bay nông nghiệp M-15 Belphegor. Lưu trữ ngày 9 tháng 12 năm 2001 tại Wayback Machine  Pictures[12][13][14].

### Phiên bản Trung Quốc
- Y-5 — Phiên bản Trung Quốc của An-2, ban đầu được chế tạo theo kế hoạch và dưới sự giám sát của cố vấn Xô viết.[5]
- Y-5A — Phiên bản được sản xuất với số lượng lớn đầu tiên tại Trung Quốc, chở khách hạng nhẹ.[5]
- Y-5B — Phiên bản cải tiến với hệ thống điện tử đã được nâng cấp và một động cơ mới, được chế tạo để chở lính dù.[5]
- Y-5C — Phiên bản hoạt động cả trên mặt đất và mặt nước của Y-5A.[5]
- Y-5D — Huấn luyện phi công ném bom.

### Antonov An-4
Antonov An-4 là tên gọi của phòng thiết kế dành cho An-2ZA, một phiên bản của An-2 dự định cho vai trò đặc biệt là nghiên cứu khí tượng học trên cao với một vị trí bọc kính ngay sau đuôi đứng cho một người theo dõi. Hậu tố ZA có nghĩa là Zondirovanie Atmosfery - air sampling nghĩa là lấy mẫu không khí. Động cơ ASh-62IR có một bộ phận tăng áp TK được đặt trên mạn phải của nắp động cơ. Cách bố trí này cho phép An-4 giữ được công suất trên độ cao hơn 10.000 m. Mũ cánh quạt theo tiêu chuẩn mẫu của An-2 đã bị loại bỏ để giúp làm mát động cơ.

### Antonov An-6
Antonov An-6 "Meteo" (Tên hiệu NATO Colt) là một máy bay trinh sát thời tiết trên độ cao lớn của Xô viết dựa trên An-2. Nó có một buồng lái kính rất lớn ngay gần bộ phận ổn định đuôi.

## Hoạt động chiến đấu
Trong thập niên 1960, một số chiếc An-2 đã được Không quân Nhân dân Việt Nam sử dụng tham chiến với các đơn vị hải quân Hoa Kỳ, một trong số đó đã bị F-4 Phantom II của Mỹ bắn hạ.
An-2 đã được dùng trong chiến tranh Việt Nam với vai trò đánh chặn hải quân. Biến thể này có hai ngư lôi "Skvall" bên dưới cánh  và rất khó bị phát hiện bởi độ cao bay thấp. Thậm chí khi bị phát hiện cũng khó ngăn chặn nó bởi tốc độ nó chỉ là 135–160 km trên giờ (thấp hơn tốc độ của một chiếc máy bay phản lực rất nhiều). 23h ngày 7/3/1966, biên đội 2 chiếc An-2 của Trung đoàn 919, tổ số 1 mang số hiệu 670 gồm Phan Như Cẩn - Cơ trưởng, Phạm Thanh Tâm - Cơ phó, Trần Sỹ Tiêu - Hoa tiêu và Loan Thế Minh - Thợ máy. Tổ thứ 2 trên chiếc máy bay số hiệu 666 gồm các phi công Ngoan, Thoan, Kiều Oa, Bừng. 23h47, 2 máy bay vào khu vực chiến đấu. Ở độ cao 300 mét, lái chính Phan Như Cẩn phát hiện 3 tàu tuần tra của Mỹ, họ quyết đánh chiếc thứ 3 chạy sau. Cách tàu địch 300 mét, chiếc An-2 nổ súng khiến chiếc tàu Mỹ bốc cháy. Sau khi đánh chìm tàu biệt kích Mỹ, do bị thương vì trúng đạn súng máy từ tàu Mỹ, chiếc An-2 mang số hiệu 670 của Không quân Nhân dân Việt Nam phải hạ cánh khẩn cấp xuống bờ biển Sầm Sơn và được đưa về xưởng sửa chữa.
5 chiếc An-2 đã được Không quân Nhân dân Việt Nam cải tiến để mang được rocket (32 quả) và 22 quả đạn cối (gắn dưới bụng để thả giống như bom) đã tấn công bất ngờ trạm radar Pha Thí của Mỹ. Tháng 8/1966, Mỹ bắt đầu lắp đặt hệ thống dẫn đường vô tuyến hàng không chiến thuật (TACAN) nằm tại đỉnh núi Pa Tcahí (Mỹ gọi là cứ điểm 85-Lima) ở độ cao khoảng 1.700m. Xung quanh căn cứ bố phòng bảo vệ chặt chẽ với 1.000 lính người Hmong do sĩ quan CIA chỉ huy. 11h43 ngày 12/1/1968, biên đội AN-2 xuất kích từ sân bay Gia Lâm hướng về phía Hòa Bình. Cả biên đội tiếp tục tiến vào mục tiêu ở độ cao thấp, qua Mường Hàm, Mường Út rồi lên độ cao 2.200m. Lúc này, cả biên đội đã nhìn thấy rõ mục tiêu. Ngay sau đó, chiếc An-2 số hiệu 664 do Phan Như Cẩn cầm lái đưa mục tiêu vào vòng ngắm và phóng một loạt 32 quả đạn rocket. Nối đuôi 664 là 3 An-2 còn lại đồng loạt công kích. Toàn bộ trạm radar dẫn đường địch rung chuyển, khói lửa bao trùm lên toàn căn cứ. Sau khi hoàn tất nhiệm vụ, toàn biên đội thoát ly trở về. Tuy nhiên, do không thông thuộc địa hình, thời tiết nhiều mây, hai máy bay An-2 số hiệu 664 và 665 sau khi ra khỏi một khe núi đã đâm vào nhau. Cả hai tổ bay đã anh dũng hi sinh, trong đó có người chỉ huy biên đội dạn dày kinh nghiệm Phan Như Cẩn – sau này được Nhà nước truy tặng danh hiệu Anh hùng lực lượng vũ trang nhân dân. Trận đánh được đánh giá là khá thành công khi 12 lính Mỹ cùng 42 lính Hmong và lính của Vàng Pao bị tiêu diệt, trạm radar bị phá hủy hoàn toàn.
Trong Chiến tranh giành độc lập Croatia năm 1991, một số chiếc Antonov An-2 cũ dùng rải hóa chất đã được biến đổi để mang bom và sử dụng trong các nhiệm vụ hỗ trợ bao vây thành phố Vukovar.

## Bên sử dụng

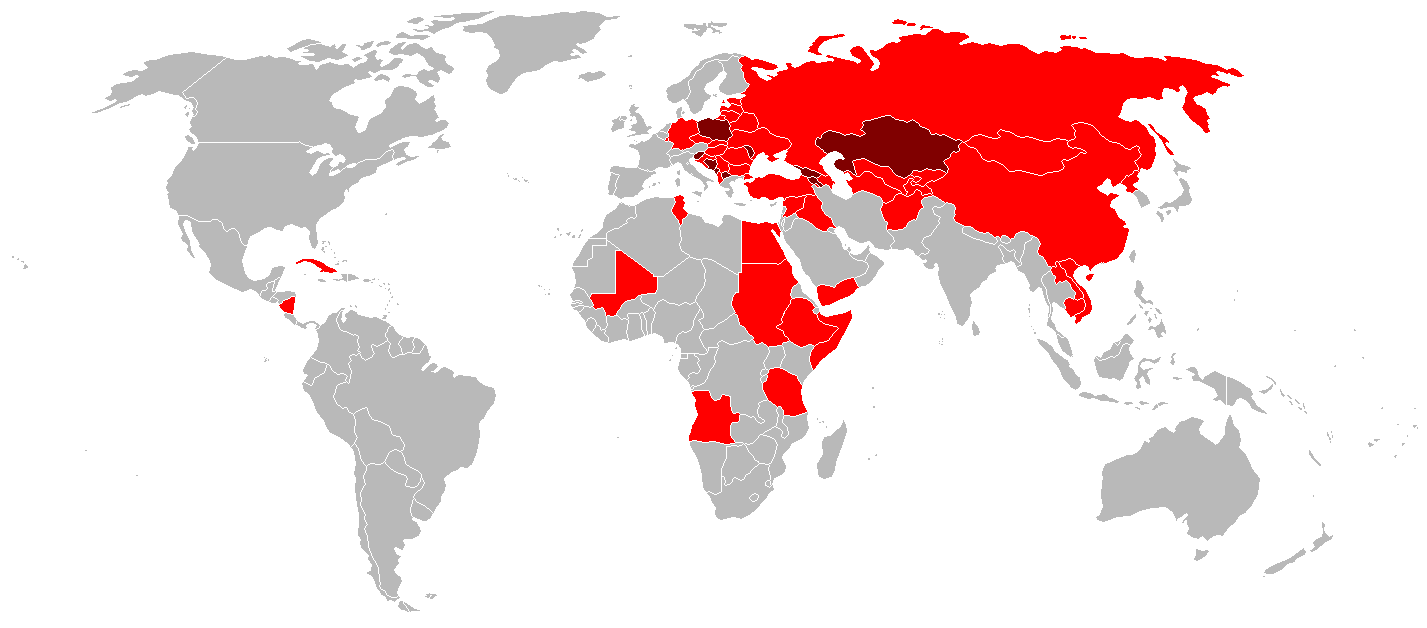
Các quốc gia sử dụng An-2 (không còn sử dụng màu sẫm)

Ngoài Aeroflot, Không quân Xô viết, và các lực lượng quân sự thuộc Khối Đông Âu, hàng chục quốc gia và hãng hàng không đã sử dụng An-2 trong vai trò dân sự và quân sự.

### Quân sự
Afghanistan: Afghanistan có trên 12 chiếc An-2, bắt đầu hoạt động năm 1957. Một số hiện nay vẫn có thể sử dụng được.
 Albania: Albania có 13 chiếc bao gồm một số chiếc là phiên bản của Trung Quốc (Y-5). Hiện nay hầu hết đang bảo quan trong nhà kho.
 Angola
 Azerbaijan
 Belarus
 Bulgaria: Phi đội HQ-2 An-2.
 Campuchia
 Trung Quốc
 Croatia: Phi đội Máy bay Vận tải số 27 của Coratia sử dụng 7 An-2DT đến năm 2004 trước khi chuyển giao cho các câu lạc bộ hàng không.
 Cuba:
Không quân Cách mạng Cuba: Mọi An-2 đều ngừng hoạt động.
An-2 chỉ còn dùng trong các đơn vị:
- Trung đoàn Vận tải 15
- Trung đoàn Vận tải 25
- Trung đoàn Vận tải 35
 Tiệp Khắc: Không quân Tiệp Khắc
 Đông Đức: Không quân Đông Đức sử dụng An-2 được chuyển cho Đức sau khi nước Đức thống nhất.
 Ai Cập
 Estonia:
- Không quân Estonia: Sử dụng 2 An-2
- Liên đoàn Phòng thủ Estonia: Sử dụng 1 An-2
 Gruzia
 Đức: Đơn vị Luftwaffe của Đức thừa hưởng các phi đội An-2 từ Đông Đức.
 Hungary
 Iraq
 Kyrgyzstan
 Lào
 Latvia: Vệ binh Quốc gia Latvia (Zemessardze): Transporta Posms
 Litva: Không quân Lithuania:
- Đơn vị vận tải - hiện sử dụng 5 chiếc An-2.
 Bắc Macedonia: Quân đội Cộng hòa Macedonia:
- Phi đội Đặc công Nhảy dù 501: Hiện nay chỉ có 1 chiếc An-2 sử dụng để huấn luyện lính dù.
 Mali
 Mông Cổ
 Nicaragua: Không quân Nicaragua.
 Bắc Yemen
 CHDCND Triều Tiên: BBC thông báo rằng Bắc Triều Tiên có trên 300 chiếc hiện đang tạm ngừng sử dụng do thiếu nhiên liệu.
 Ba Lan: Không quân Ba Lan
 România: Không quân Romania
 Nga: Không quân Nga
 Serbia: Không quân Serbia:
- Phi đội Hỗn hợp 119: 1 hay 2 chiếc An-2TD được sử dụng để huấn luyện Tiểu đoàn dù 63.
 Somalia
 Liên Xô: Không quân Xô viết: Phi đội An-2 quân sự được chia cho các quốc gia độc lập sau khi Liên Xô tan rã. Sudan
 Syria
 Tajikistan
 Tanzania
 Tunisia
 Turkmenistan
 Ukraina
 Uzbekistan

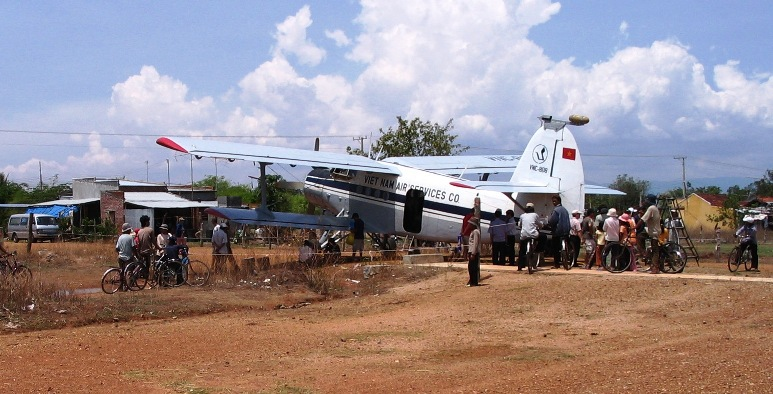
An-2 của Cty VASCO phục vụ đo địa vật lý ở Việt Nam, 2005.

 Việt Nam: Không quân Nhân dân Việt Nam:Sử dụng từ Chiến tranh Việt Nam trong vai trò máy bay vận tải. Hiện nay dùng làm máy bay do thám, đo địa vật lý, chụp ảnh môi trường.
 Yemen
Phi đội An-2 thừa kế từ Bắc Yemen sau khi thống nhất.
 Nam Tư: Không quân SFR Nam Tư:
- 676. TRAE
- 677. TRAE
- 333. AE

### Dân sự
Đông Đức: Interflug
 Ba Lan:
- Câu lạc bộ Hàng không
- Phòng Dịch vụ Nông nghiệp
 Nga
- Aeroflot
 Serbia:
- JAT
 Liên Xô:
-Aeroflot
 Thổ Nhĩ Kỳ: Xấp xỉ 10 chiếc An-2 được hãng Turk Hava Kurumu mua vào đầu thập niên 1980. Hiện nay vẫn đang hoạt động trong vận tải và nhảy dù
 Nam Tư:
- JAT

## Thông số kỹ thuật (An-2)

### Đặc điểm riêng
- Phi hành đoàn: 1-2 người
- Sức chứa: 12 hành khách
- Chiều dài: 12.4 m (40 ft 8 in)
- Sải cánh:
  - Cánh trên: 18.2 m (59 ft 8 in)
  - Cánh dưới: 14.2 m (46 ft 9 in)
- Chiều cao: 4.1 m (13 ft)
- Diện tích cánh: 71.52 m² (ft²)
- Trọng lượng rỗng: 3.300 kg (7.300 lb)
- Trọng lượng cất cánh: 5.500 kg (12.000 lb)
- Động cơ: 1× động cơ bố trí tròn tăng nạp Shvetsov ASh-62R, 1.000 hp (750 kW)

### Hiệu suất bay
- Vận tốc cực đại: 258 km/h (139 knots, 160 mph)
- Vận tốc hành trình: 190 km/h (100 knots, 120 mph)
- Vận tốc tối thiểu: ~50 km/h (26 knots, 30 mph)
- Tầm bay: 845 km (456 nm, 525 mi)
- Trần bay: 4.500 m (14.750 ft)
- Vận tốc lên cao: 3.5 m/s (700 ft/min)
- Lực đẩy/trọng lượng: 140 W/kg (0.83 hp/lb)

## Chủ đề liên quan

### Máy bay có cùng sự phát triển
- An-3

### Trình tự thiết kế
A-40 - An-2 - An-3 - An-4 - An-6 - An-8

### Danh sách
- Danh sách máy bay nông nghiệp
- Danh sách máy bay dân sự Liên bang Xô viết và CSI
- Danh sách máy bay đa dụng